# 키티세나
키티세나(싱할라어: කිට්ටිසේන, 506년 ~ 524년 9월 18일)는 아누라다푸라 왕국 모리야 왕조의 제5대 라자이다.

## 생애
쿠마라 다투세나 군주의 슬하 1남 3녀(4남매) 중 셋째이자 서자로 출생하였다. 부왕이기도 한 쿠마라 다투세나는 아누라다푸라 명문가 출신의 본부인 1명(훗날 왕비)과 아누라다푸라 평민가 출신의 측실 1명(훗날 후궁)을 거느리고 있었는데 쿠마라는 아누라다푸라인 왕비(본부인)와 사이에는 슬하 2녀가 있었음과 아울러 아누라다푸라인 후궁(측실)과 사이에는 슬하 1남 1녀가 있었으며 바로 이 아누라다푸라인 후궁과 사이에서 출생한 유일무이 서자가 키티세나였다. 동복 누나가 있었던 키티세나 왕자는 518년에 12세 나이로 왕태자에 책봉되었으며 그로부터 6년 후 524년 2월 9일에 아버지 쿠마라 군주가 붕어하자 18세의 나이로 왕위에 등극하여 직접 친정을 하였다.
그러나 그는 즉위한지도 7개월이 지난 524년 9월 18일, 갑자기 콜레라에 걸려 결국 향년 18세로 붕어하였다.
한편, 배우자인 왕비와 사이에서 521년에 얻은 딸도 결국 523년에 폐렴으로 인하여 2세로 훙서하였다.
524년 9월 18일, 그가 향년 18세로 붕어한 직후 작은아버지인 시바 2세가 아누라다푸라 왕국의 고급 신료들한테 추대를 받으면서 군주 왕위 승계를 하였다.

## 같이 보기
- 스리랑카의 역사